# Подушкин, Александр Николаевич
Алекса́ндр Никола́евич Поду́шкин  (19 марта 1953) — казахстанский археолог, доктор исторических наук,  профессор Южно-Казахстанского педагогического университета имени Узбекали Жанибекова, открыл уникальные памятники древней письменности, специалист по кангюйской культуре, сын известного казахстанского учёного-археолога Николая Павловича Подушкина.
В 1987 г. защитил кандидатскую диссертацию по археологии в Московском государственном университете им. М.В. Ломоносова; с 1984 по 1992 г.г.  руководил отрядом  по исследованию и  паспортизации памятников археологии  Южно-Казахстанской области для  создания «Свода памятников  республики Казахстан»  (Т. 1).
  В 1999 г. защитил диссертацию  на соискание ученой степени доктора исторических наук. С 1975 г. по настоящее время - руководитель археологического отряда вначале ЧПИ, затем Археологического центра ЮКПУ имени Узбекали Жанибекова.

## Раскопки и находки
В числе весомых для археологической науки Казахстана  исследований и открытий следует отметить выделение А.Н. Подушкиным арысской археологической культуры Южного Казахстана IV в. до н.э.- IV в. н. э.  Им на основе большого артефактного материала  выделен присущий этой культуре блок  признаков, приведены соответствующие хронологические, социально-экономические, культурно-генетические и этнологические интерпретации, связанные с такими полиэтничными племенными образованиями как саки, сарматы, сюнну (хунны) и Канцзюй (Кангюй), с которым идентифицируется основной  специфический комплекс  признаков и наглядный образ арысской культуры.
Также  следует выделить находку образцов уникальной письменности I в. до н. э. – IV н. э. на городище Культобе арысское (Ордабасинский район ЮКО). Культобинское (протосогдийское) письмо, которое в настоящее время дешифровано и несёт в себе важнейшую информацию историко-культурного значения о крупном регионе Средней Азии и Южного Казахстана, представляет собой в палеолингвистике открытие мирового уровня.
А.Н. Подушкин имеет многолетний опыт археологических работ на памятниках  эпохи камня, бронзы, раннего железного века, раннего средневековья.  Им обследовались стационарно и стратиграфически такие археологические объекты на территории Южного Казахстана, как городища Отрар-тобе, Кок-Мардан, Пшук-Мардан, Культобе, Караултобе, Торткультобе, Каратобе, Караспантобе, Актобе Чаянское, Акбулактобе, Тулебайтобе, Алтынтобе, могильники Актобе, Акбулак, Каратобе, Алтынтобе, Культобе, Тулебайтобе 1 и 2, Кылышжарский, Караспанский и другие.
А. Н. Подушкин ведёт археологические раскопки на юге Казахстана, где были обнаружены такие значимые для науки места, как городище Культобе и раскопки на поселении Ак-Булак. В результате этих экспедиций были найдены уникальные артефакты, принадлежащие цивилизации Кангюй, в частности глиняные кирпичи-таблицы с не до конца расшифрованными пока надписями периода со II—I веков до н. э. — до IV века н. э., не имевшей до этого свидетельств письменности. До сего времени среди археологов не сложилось единого мнения как об этническом происхождении, так и о языке древних кангюйцев, эта же находка может пролить свет на происхождение и принадлежность языка. Уникальность находки также и в том, что в ареале Центральной и Северо-Восточной Азии (Средняя Азия: Казахстан, Кыргызстан, Узбекистан, Монголия) до сих пор в основном находили источники на основе древне-тюркской и древне-уйгурской орхоно-енисейской письменности. Данными находками заинтересовались и европейские ученые, в частности профессор Школы ориенталистики и африканских исследований Лондонского университета доктор Николас Симс-Вильямс, член Британской академии, председатель совета по лингвистике Британской академии. Английский учёный, который занимался дешифровкой текстов в течение года, убеждён в том, что это открытие мирового уровня. 
Подушкин А.Н. как ученый-археолог имеет в Центральном Государственном музее Республики Казахстан персональный фонд. Артефакты, полученные в ходе исследований Подушкина А.Н., хранятся в Президентском культурном Центре г. Астаны, Центральном Государственном музее РК г. Алматы, областном историко-краеведческом музее Южно-Казахстанской области г. Шымкента.
А.Н. Подушкин на постоянной основе контактирует с крупнейшими мировыми научными организациями, университетами и музейными учреждениями, представляя на научных и практических форумах Республику Казахстан.
Это Национальная Академия наук Французской Республики (Париж); Кембриджский, Оксфордский и Лондонский университеты (Великобритания); Национальная Академия наук Российской  Федерации (Москва), Институт истории материальной культуры (Санкт-Петербург), Южный научный Центр НАН РФ (Ростов-на-Дону); музеи Лувр, Гимэ (Париж), Эрмитаж (Санкт-Петербург).
А.Н. Подушкин один из первых обратился к опыту реконструкции одежды, аксессуаров, вооружения древних насельников Казахстана по археологическим данным. Им успешно воплощены в жизнь следующие проекты: «Реконструкция одежды и аксессуаров женщины андроновской культуры эпохи бронзы (II тыс. до н. э.)» (совместно с К.А. Акишевым); «Реконструкция одежды и аксессуаров женщины государства Кангюй II в. до н. э.- IV в. н. э.» (авторский проект); «Реконструкция одежды и вооружения знатного воина сюнну I в. до н. э.- III в. н. э.» (авторский проект); «Реконструкция одежды и вооружения средневекового кыпчакского воина» (совместно с К.А. Акишевым).
Результаты этой работы в виде манекенов с соответствующими артибутами (одежда, украшения, аксессуары, вооружение и защитный доспех) выставлены в экспозициях Центрального государственного музея Республики Казахстан (г. Алматы), в Президентском Центре культуры (г. Астана).
  А.Н. Подушкин - автор пяти монографий, 120 публикаций, более пятидесяти научно-популярных статей в казахстанской прессе, имеющих целью популяризацию культурного наследия и знаний по  древней истории Казахстана.
 Он назначен научным консультантом городской и областной администрации Южно-Казахстанской области в плане создания и реализации проектов сохранения и популяризации памятников истории, археологии и культуры в регионе. 

## Награды
- Почётный знак «За заслуги в развитии культуры и искусства» (21 ноября 2019 года, Межпарламентская ассамблея СНГ) — за значительный вклад в формирование и развитие общего культурного пространства государств — участников Содружества Независимых Государств, в реализацию идей сотрудничества в сфере культуры и искусства[15].
- К 10-летию независимости Республики Казахстан А.Н. Подушкин награжден правительственной наградой – памятной медалью, а также  благодарственным письмом администрации  Южно-Казахстанской области.